# Sans un mot
Sans un mot (Hold Tight) est un roman policier d'Harlan Coben, publié en 2008
Le roman est traduit de l'américain par Roxane Azimi en 2009 C'est le septième roman d'Harlan Coben publié aux éditions Belfond, collection « Noir ». Il a ensuite été publié en mars 2010 chez Pocket.

## Personnages
- Michael (« Mike ») Baye : chirurgien ; mari de Tia ; père d'Adam et Jill.
- Tia Baye : avocate, femme de Mike et mère d'Adam et Jill.
- Adam Baye : leur fils adolescent de 16 ans mystérieusement disparu ; grand-frère de Jill.
- Jill Baye : leur fille de 11 ans et sœur d'Adam ; amie proche de Yasmin.
- Yasmin Novak : jeune fille de 11 ans ; proche amie de Jill.
- Marianne Gillespie : mère de Yasmin, ex-femme de Guy Novak.
- Guy Novak : père de Yasmin et ex-mari de Marianne.
- Spencer Hill : ami d'Adam.
- Ron et Betsy Hill : parents de Spencer.
- Reba Cordova : amie proche de Marianne ; épouse de Neil Cordova.
- Neil Cordova : mari de Reba Cordova.
- Susan Loriman : mère de Lucas.
- Dante Loriman : mari de Susan.
- Lucas Loriman (cité, n'apparaît pas).
- Mo : ami très proche de Mike Baye.
- Anthony : videur dans une boîte de nuit.
- Joe Lewiston : instituteur.
- Curtis Lewiston : frère de Joe Lewiston.
- Nash : veuf de Cassandra et beau-frère de Joe Lewiston.
- Pietra : ex-actrice qui devient la partenaire de Nash.
- Rosemary McDevitt : gérante du « Club Jaguar ».

## Résumé
Le roman est divisé en 40 chapitres.
Dans un chapitre introductif, Marianne, seule et triste, se fait enlever par un homme mystérieux accompagné d'une femme (chapitre 1). On apprendra peu après que l’homme s'appelle Nash et la femme Pietra.
Mike (médecin) et Tia (avocate) sont les parents d'Adam. Ils craignent que leur fils Adam, 16 ans, ne contacte sur internet des personnes néfastes. C'est pourquoi ils font installer un logiciel espion (logiciel de contrôle parental) qui leur permettra de surveiller les messages reçus et envoyés par leur fils. Ce qui a déclenché cet acte, c'est le suicide de Spencer Hill, un camarade de classe d'Adam, quelques mois auparavant. Ils ont une fille, Jill, 11 ans, dont la meilleure amie est Yasmine. Celle-ci a subi une remarque déplacée de son instituteur, quelques semaines auparavant, relative à sa pilosité faciale, et depuis Yasmine est en dépression en raison des quolibets de certains camarades de classe (chapitres 2 à 4).
Le roman est aussi entrecoupé de récits secondaires qui ne sont pas en lien direct avec le récit principal. Il en est ainsi des problèmes des époux Loriman, Dante et Susan, dont le fils Lucas est atteint d'une hyalinose : il a besoin d'une greffe de rein assez rapidement faute de quoi il mourra.
Tia et Mike ont découvert grâce au logiciel espion qu'une fête est donnée prochainement chez DJ Huff. Ses parents n'étant pas là durant le week-end, les adolescents pourront "s'éclater à donf" selon le courriel reçu, ce qui fait peur à Tia. Daniel Huff étant capitaine au sein de la police municipale, cela peut être gênant pour lui. Adam a eu, aussi, une conversation mystérieuse par mail avec un inconnu au sujet d'une affaire entre eux. Face à ces éléments d'information, Tia et Mike décident qu'Adam n'ira pas à la soirée du vendredi soir. Pendant ce temps, Betsy Hill pense à la mort tragique de son fils Spencer, retrouvé mort sur le toit plat d'un des bâtiments du lycée. En regardant des photos insérées sur l'espace mémoriel d'un site internet, elle découvre une photo prise le soir de son suicide : Spencer n'était pas seul ce soir là (chapitres 5 et 6).
La police découvre le cadavre de Marianne, atrocement mutilé. Tous ses os crâniens ont été cassés et son visage est méconnaissable. On ignore son identité et son adresse. Le sherif confie l'enquête à Loren Muse, une jeune inspectrice intelligente et intuitive, ce qui irrite au plus haut point Frank Tremont, un vieux policier raciste et misogyne ; il prétend d'ailleurs que le cadavre est celui d'une prostituée sans intérêt. Pendant ce temps Betsy Hill interroge Adam sur ce qu'il s'est passé la nuit du suicide de Spencer mais Adam élude les questions (chapitres 7 et 8).